# Bathygadus melanobranchus
Bathygadus melanobranchus és una espècie de peix de la família dels macrúrids i de l'ordre dels gadiformes.

## Morfologia
- Els mascles poden assolir 50 cm de llargària total.[5][6]

## Alimentació
Menja misidacis, copèpodes pelàgics, quetògnats i gambetes.

## Hàbitat
És un peix d'aigües profundes que viu entre 400-2600 m de fondària, tot i que, normalment, ho fa entre 700-1400.

## Distribució geogràfica
Es troba des d'Irlanda fins a Sud-àfrica, al Golf de Mèxic, el Carib i Surinam.